# لوسون بوت
لوسون بوت (بالإنجليزية: Lawson Butt)‏ هو مخرج وممثل بريطاني، ولد في 4 مارس 1880 في المملكة المتحدة، وتوفي بنفس المكان في 14 يناير 1956.

## أعمال

### أفلام
- (1923) الوصايا العشر

## وصلات خارجية
- لوسون بوت على موقع IMDb (الإنجليزية)
- لوسون بوت على موقع أول موفي (الإنجليزية)
- لوسون بوت على موقع قاعدة بيانات برودواي على الإنترنت (الإنجليزية)
- لوسون بوت على موقع قاعدة بيانات الأفلام السويدية (السويدية)
- لوسون بوت على موقع قاعدة بيانات الفيلم (الإنجليزية)
- لوسون بوت على موقع كينوبويسك (الروسية)